# Май 2023 года

Список событий мая 2023 года.

## События
- 1 мая
  - Происшествия и катастрофы
    - В результате пожара на химическом заводе китайской химической корпорации Sinochem Group в восточной китайской провинции Шаньдун погибли 5 человек[1].

  - Наука
    - В Чили обнаружено старейшее в мире дерево Alerce Milenario семейства кипарисовых, возраст которого свыше 5000 лет[2].

  - Финансы
    - First Republic Bank, оказавшийся на грани банкротства, был куплен JPMorgan Chase; First Republic по размеру активов (более 200 млрд долларов) был 14-м крупнейшим банком США[3]

- 2 мая
  - Вооружённые конфликты
    - В израильском Сдероте 3 человека пострадали при попадании ракеты, выпущенной из сектора Газа, в строящееся здание; это была вторая волна обстрела территории Израиля в течение одного дня, всего было выпущено 22 ракеты[4].

- 3 мая
  - Происшествия и катастрофы
    - В результате стрельбы в сербской школе погибли 9 человек; огонь открыл подросток 14-ти лет, учащийся в этой же школе[5]

  - Наука
    - Учёные сумели получить образец ДНК древней женщины из украшения (кулона) возрастом 20 000 лет, изготовленного из зуба вапити и найденного в Денисовой пещере[6]

  - Вооружённые конфликты
    - По меньшей мере 104 ракеты были выпущены из сектора Газа по Израилю в течение одних суток, большинство из них — в ночь с 2 на 3 мая. В ответ ВВС Израиля поразили 16 объектов ХАМАС в секторе Газа, отмечается в сообщении ЦАХАЛа[7]
    - Неизвестными БПЛА совершена атака на Московский Кремль[8]
    - Российские войска обстреляли в Херсоне гипермаркет «Эпицентр». Погибли 23 человека, 46 ранены[9]
    - Начались этнические столкновения в индийском штате Манипур, которые привели к гибели 60 человек, ранениям 230, сожжено 1700 домов, 23 тыс. человек стали беженцами.

  - Общество
    - Демонтирована центральная скульптура фонтана Хавис Аманда в рамках реконструкции Рыночной площади в Хельсинки[10]

- 4 мая
  - Протесты
    - Во Франции манифестанты перекрыли железнодорожные пути, протестуя против визита в регион президента страны Эммануэля Макрона[11]

  - Происшествия и катастрофы
    - В результате стрельбы в пакистанской школе погибли 8 человек; нападающим удалось скрыться[12]

- 5 мая

- - Медицина

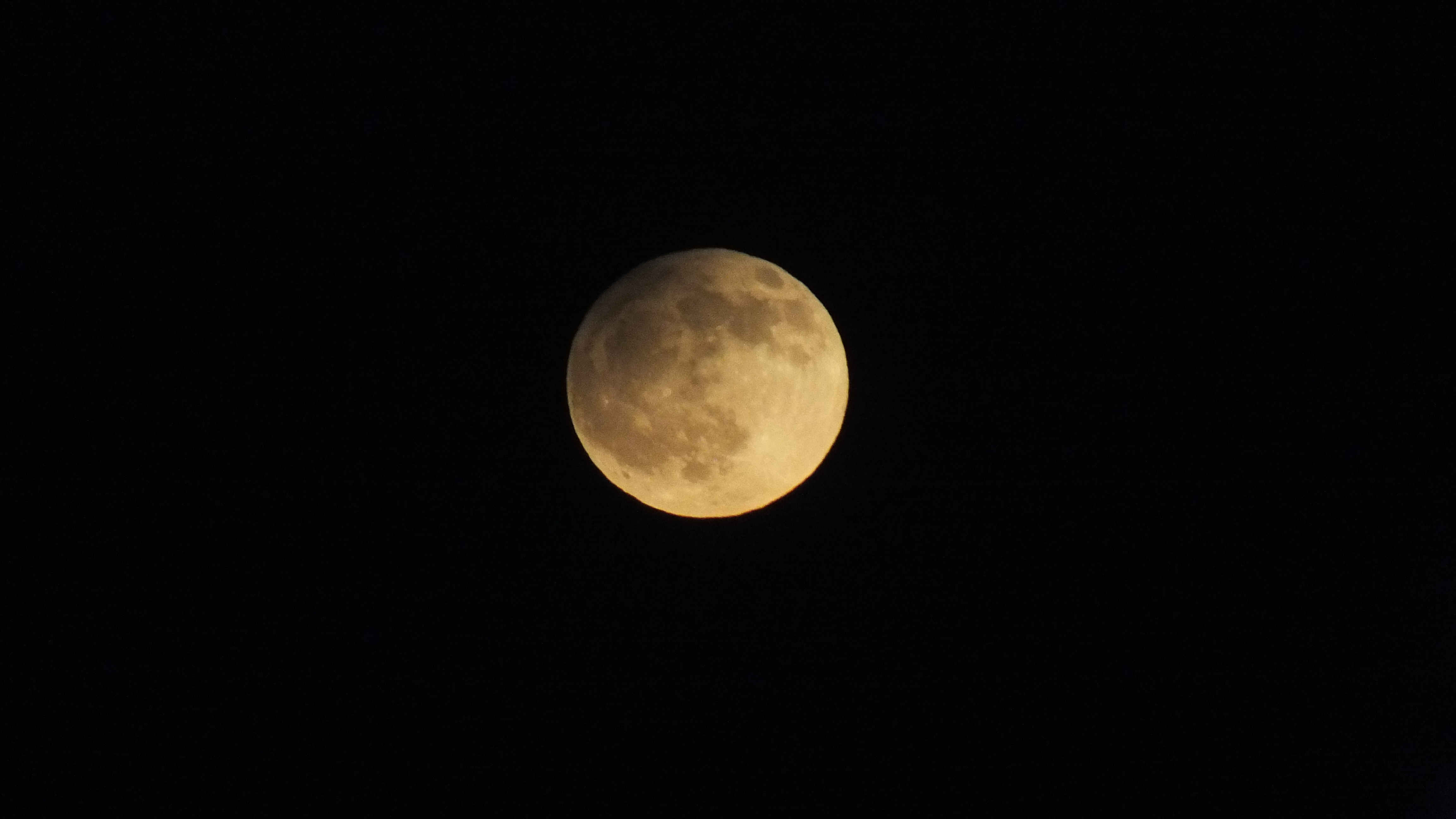
Полутеневое затмение в Москве

    - Всемирная организация здравоохранения (ВОЗ) заявила о прекращении глобальной чрезвычайной ситуации в области здравоохранения, объявленной из-за пандемии COVID-19. Об этом сообщил генеральный директор ВОЗ Тедрос Гебрейесус[13]

  - Астрономия
    - Состоялось полутеневое лунное затмение[14]

  - Происшествия и катастрофы
    - В результате стрельбы в сербской общине Младеновац под Белградом погибли 8 человек, ранены 13 человек. В массовом убийстве подозревается 21-летний Урош Б.[15]

  - Спорт
    - В Пномпене (Камбоджа) начинаются Игры Юго-Восточной Азии, которые пройдут с 5 по 16 мая, и в них примут участие спортсмены из 11 стран, которые будут соревноваться в 46 видах спорта[16].

- 6 мая
  - Политика
    - В Вестминстерском аббатстве состоялась коронация Карла III[17]

  - Происшествия и катастрофы
    - В США недалеко от Хьюстона на нефтеперерабатывающем заводе, принадлежащем компании Shell, произошёл пожар[18]
    - В посёлке Пионерский под Нижним Новгородом взорван автомобиль Audi Q7 с российским писателем и политиком Захаром Прилепиным[19]

- 7 мая
  - Происшествия
    - На золотодобывающей шахте «Ла Эсперанца» произошёл пожар, погибло 27 человек[20].

  - Спорт
    - В Дохе (Катар) начинается чемпионат мира по дзюдо, который пройдёт с 7 по 14 мая, и в нём примут участие 657 спортсмен (343 мужчин и 314 женщина) из 99 стран мира[21].

- 8 мая
  - Погодные катаклизмы
    - В результате проливных дождей в Демократической Республике Конго произошло наводнение, по данным на 8 мая погибло около 400 человек[22].
    - Лаос, Таиланд и Мьянму накрыла рекордная жара в 44—48 градусов Цельсия[23].

  - Авиация и космонавтика
    - После 276 суток полёта на орбите Земли китайский беспилотный экспериментальный многоразовый космический корабль благополучно вернулся на Землю[24].
    - Rocket Lab вывела на орбиту для NASA два кубсата группировки TROPICS, их задача — углублённое изучение тропических ураганов[25].

- 9 мая
  - Израиль начал проведение военной операции «Щит и стрела» в секторе Газа против палестинской террористической организации «Исламский джихад»[26].
  - В Пакистане по обвинению в коррупции арестован бывший премьер-министр Имран Хан; по всей стране начались протесты его сторонников[27].
  - Дональд Трамп признан виновным в сексуальных домогательствах к журналистке Элизабет Джин Кэрролл[28].

- 10 мая
  - Наука
    - Впервые опубликовано описание пангенома человека, сделанного на основе генетического описания 47 человек, включая выходцев из Африки, Азии, Карибского бассейна, Америки и Европы[29].
    - Учёными идентифицирован новый вид глубоководной акулы с яркими белыми глазами, спустя десятилетия после того, как мертвая беременная самка этого вида была впервые поймана у побережья Западной Австралии. Новооткрытый вид, описанный в новом исследовании, опубликованном в Journal of Fish Biology, был назван Apristurus ovicorrugatus[30].
    - В Великобритании родились первые дети от трёх родителей после проведения нового метода искусственного оплодотворения для предотвращения наследования генетических заболеваний[31].

  - Вооружённые конфликты
    - Свыше 400 ракет было выпущено по Израилю со стороны сектора Газа в течение одного дня[32].

  - Транспорт
    - В Московском метрополитене на Замоскворецкой линии с 5:30 утра снова заработал участок линии между станциями метро «Орехово» и «Автозаводская»[33]

- 11 мая
  - Вооружённые конфликты
    - В результате прямого попадания ракеты, выпущенной со стороны сектора Газа, в здание в центре города Реховот в Израиле погиб один человек, по меньшей мере 7 человек получили ранения[34].

  - Протесты
    - В Пакистане во время протестов после ареста Имрана Хана задержано свыше 1600 человек[35].

  - Экология
    - В Португалии начавшаяся с апреля засуха охватила уже более 90 % материковой части страны[36].

- 12 мая
  - Вооружённые конфликты
    - Израиль третий день подряд продолжает проведение операции «Щит и стрела» в секторе Газа, в ходе боестолкновения накануне по Израилю было выпущено свыше 800 ракет, ЦАХАЛ заявил об уничтожении нескольких военных лидеров организации «Исламский Джихад»[37].

  - Происшествия и катастрофы
    - В турецкой провинции Адана произошло землетрясение магнитудой 4,5[38].

  - Спорт
    - В Риге (Латвия) и Тампере (Финляндия) начинается чемпионат мира по хоккею с шайбой, который пройдёт с 12 по 28 мая, и в нём примут участие 16 команд[39].

- 13 мая
  - Шведская певица марокканско-берберского происхождения Лорин победила на конкурсе «Евровидение-2023», став первой двукратной победительницей-женщиной конкурса песни Евровидение[40].
  - В Брянской области практически одновременно были сбиты российские самолёты Су-34 (в селе Нижнее), Су-35 (в посёлке Сурецкий Муравей) и два вертолёта Ми-8 (один в городе Клинцы, ранив местную жительницу, другой — в селе Волкустичи). 9 человек погибли[41].
  - В Шёнингене учёные нашли самые старые человеческие следы (ихниты)[англ.] в Германии, их возраст около 300 000 лет[42].
- 15 мая
  - Наука
    - Исследование чилийских биологов продемонстрировало, что ЛЭП мешают пчелам опылять цветковые растения. Исследование по этой теме учёных Габриэля Баллестероса (Gabriel Ballesteros) и его коллег из Университета Талька было опубликовано в журнале Science Advances, сообщают СМИ[43].

  - Экономика
    - Всемирный совет по инвестициям в платину (World Platinum Investment Council, WPIC) увеличил оценку дефицита платины в 2023 году на 77 % по сравнению со сделанным три месяца назад прогнозом, до 983 тысяч унций[44].

- 16 мая
  - Культура и искусство
    - Стартовал 76-й Каннский кинофестиваль. Ведущей церемонии открытия стала актриса Кьяра Мастроянни — дочь Марчелло Мастроянни и Катрин Денёв[45].
- 18 мая
  - В Италии из-за наводнений в области Эмилии-Романье погибло по меньшей мере 11 человек, отменено проведение гран-при Формулы-1[46], массовая эвакуация коснулась по меньшей мере 24 городов[47].

- 20 мая
  - Археологи обнаружили 8000-летние чертежи на Аравийском полуострове, рисунки выгравировали на монолитах. Они представляют собой схему «воздушных змеев пустыни» -конструкции из каменных стен. Предположительно, их строили в качестве загонов и ловушек для животных[48].

- 21 мая
  - Наука
    - Исследователи из проекта Anteaters and Highways Project (AHP) показали фото единственного известного на данный момент гигантского муравьеда-альбиноса, он обитает в дикой природе Бразилии. Животное получило собственное имя — Элвин[49].

  - На парламентских выборах в Греции наибольшее число голосов получила правящая партия «Новая демократия» премьер-министра Кириакоса Мицотакиса[50].

- 22 мая
  - Наука
    - Около горы Эверест обнаружены скелеты двух глубоководных морских хищников ихтиозавров рода гималайязавры[англ.] возрастом более 212 млн лет. Находка представляет особую ценность в связи с хорошо сохранившимися деталями позвоночника и рёбер, отметили учёные. Остатки нашли на высоте 4 тыс. м над уровнем моря, в 100 км от лагеря альпинистов[51]

  - Авиация и космонавтика
    - Космический корабль компании SpaceX Crew Dragon с коммерческим экипажем из 4 человек успешно пристыковался к Международной космической станции[52]

  - Российские подразделения Русский добровольческий корпус и легион Свобода России начали вторжение в Белгородскую область. В регионе введён режим контртеррористической операции[53]

- 23 мая
  - Авиация
    - Франция стала первой страной в мире, где законодательно запрещены внутренние авиаперелёты на короткие расстояния (маршруты, которые можно преодолеть поездом менее чем за 2,5 часа)[54].

  - Киноиндустрия
    - 75-летний актёр Арнольд Шварценеггер стал директором по экшену компании Netflix[55].

- 24 мая
  - Экономика
    - Начал работу II-й Евразийский экономический форум в Москве, на котором также пройдёт очередное заседание Высшего Евразийского экономического совета стран-участниц ЕАЭС[56].

  - Музыка
    - Скончался бывший бас-гитарист The Beatles Чес Ньюби[57].
    - В возрасте 83 лет скончалась Тина Тёрнер[58].

  - Стихийные бедствия
    - Мощнейший за 20 лет тайфун Мавар[англ.] приближается к американскому острову Гуам, жители низменных районов получили предписание об эвакуации[59].

- 25 мая
  - Virgin Galactic успешно осуществила свой первый за последние два года суборбитальный космический полёт. Миссия Unity 25 доставила четырёх сотрудников компании на высоту чуть более 87 км. Экипаж космического корабля VSS Unity вернулся на Землю, благополучно совершив посадку в космопорте Америка (штат Нью-Мексико)[60].
  - Стихийные бедствия
    - На острове Гуам продолжается стихийное бедствие вызванное тайфуном Мавар[англ.]. Бедствие коснулось стратегической военно-морской базы Гуам которая принадлежит США; военные корабли, которые есть на базе, не пострадали[61].

  - Праздники
    - Евреи всего мира празднуют Шавуот — праздник получения Торы и 10 заповедей на горе Синай[62].

- 26 мая
  - Наука
    - Учёные нашли на дне Тихого океана 5000 видов ранее не изученных существ. Находку сделали в глубоководной зоне Кларион-Клиппертон[63].

  - Вооружённые конфликты
    - На севере Косово произошли столкновения косовского спецназа с сербами[64], министр обороны Сербии Милош Вучевич подтвердил приведение армии в наивысшую степень боеготовности и выдвижение сил в сторону Косово и Метохии[65].

- 27 мая
  - Археология
    - Учёные из Университета Кордовы установили состав древнеримского аромата возрастом более 2000 лет, флакон с ними был найден в склепе[66].

- 28 мая
  - Политика
    - Реджеп Тайип Эрдоган переизбран президентом Турции[67].

- 29 мая
  - Минералогия
    - На Урале при работе с геологическими коллекциями учёные обнаружили редкий минерал — петерсит иттрия. В России он найден впервые, всего в мире известно только о двух подобных находках[68].

- 30 мая
  - На Москву было запущено 8 неизвестных беспилотных аппаратов. 5 из них сбиты ПВО. Некоторые из них врезались в многоэтажки в Москве, другие долетели до элитной Рублёвки[69].
  - IT-отрасль
    - Представители ряда технологических корпораций и ведущих университетов мира опубликовали совместное заявление о высоком риске угрозы искусственного интеллекта для человечества которое может закончиться катастрофой[70].

  - Космонавтика
    - Китай провёл успешный запуск пилотируемого корабля Шэньчжоу-16 к орбитальной станции Тяньгун[71]
    - После запуска китайского пилотируемого корабля Шэньчжоу-16 на орбите Земли вместе с экипажом МКС оказались одновременно 17 человек — это новый абсолютный рекорд по числу единовременно присутствующих в космосе людей[72].

  - Наука
    - На Большом адронном коллайдере учёные в ходе экспериментов обнаружили следы распада бозона Хиггса на две отдельные частицы[73].

- 31 мая
  - Археология
    - Археологи обнаружили в Южной Африке на территории национального парка Гарден-Рут в дюнах побережья Кейптауна отпечатки следов ног (ихниты)[англ.] предположительно Homo sapiens возрастом 153 тыс. лет, это самая старая такая находка на данный момент[74].